# Банки Італії
Список найбільших банків в Італії за загальними активами, станом на 31 грудня 2014.

## Центральний банк
- Банк Італії

## Комерційні банки
| №  | Назва                                                  | Загальні активи (Млрд. €) | Примітки                                                                              |
| -- | ------------------------------------------------------ | ------------------------- | ------------------------------------------------------------------------------------- |
| 1  | UniCredit                                              | 838,655                   | системно важливий банк у світі                                                        |
| 2  | Intesa Sanpaolo                                        | 639,157                   | системно важливий банк в країні                                                       |
| 3  | Cassa Depositi e Prestiti                              | 350,198                   | національний інвестиційний банк, головна частка власності якого належить Уряду Італії |
| 4  | Banca Monte dei Paschi di Siena                        | 183,002                   | системно важливий банк в країні, найстаріший у світі                                  |
| 5  | Banco BPM                                              | 169,195                   |                                                                                       |
| 6  | UBI Banca                                              | 120,009                   |                                                                                       |
| 7  | Banca Popolare di Vicenza та Veneto Banca (об'єднання) | 81,770                    |                                                                                       |
| 8  | Banca Nazionale del Lavoro                             | 80,203                    | входить в групу BNP Paribas                                                           |
| 9  | Mediobanca                                             | 70,054                    |                                                                                       |
| 10 | Banca Popolare dell'Emilia Romagna                     | 60,154                    |                                                                                       |